# Taylor Fletcher
Taylor Fletcher (* 11. Mai 1990 in Steamboat Springs) ist ein US-amerikanischer Nordischer Kombinierer und ehemaliger Skispringer.

## Werdegang

### 2005 bis 2010
Am 10. Dezember 2005 gab Fletcher sein Debüt im B-Weltcup der Nordischen Kombination. Nach eher schlechten Leistungen startete er ab 2007 jährlich bei der Junioren-Weltmeisterschaft, erreichte jedoch auch dort keinerlei vordere Platzierungen. Am 31. Januar 2009 gab er in Chaux-Neuve sein Debüt im Weltcup der Nordischen Kombination. Am 10. Januar 2010 konnte er im Val di Fiemme mit dem 29. Platz erstmals zwei Weltcup-Punkte gewinnen. Da er jedoch keine Punkte gewinnen konnte und auch bei der Nordischen Junioren-Weltmeisterschaft 2009 in Štrbské Pleso keine Medaillen gewann, wurde er zurückversetzt in den Continental Cup der Nordischen Kombination. Nach zwei guten Platzierungen in Park City konnte er in Lake Placid am 19. Dezember 2009 erstmals das Podium erreichen und kam so im Januar 2010 zurück in den Weltcup. Nachdem er in Oberhof die Punkteränge nur knapp verpasst hatte, gelang ihm in Predazzo erstmals ein Punktegewinn im Gundersen Einzel über 10 km.
Nachdem er bei den Nordischen Junioren-Skiweltmeisterschaften 2010 in Hinterzarten in der Nordischen Kombination erneut hinter den Erwartungen zurückblieb, trat er bei den Olympischen Winterspielen 2010 in Vancouver im Skispringen und in der Kombination an. Im Team-Wettbewerb der Skispringer erreichte er gemeinsam mit Anders Johnson, Peter Frenette und Nicholas Alexander den 11. Platz. In der Kombination erreichte er im Gundersen-Wettbewerb von der Normalschanze und über 10 km den 45. Platz.
Nach den Olympischen Spielen verpasste er im Weltcup von Lahti die Punkteränge in beiden Wettbewerben deutlich. Daher wurde er für die letzten beiden Wettbewerbe der Saison 2009/10 in den Continental Cup zurückversetzt. Dabei gewann er in beiden Wettbewerben in Kuusamo Continental-Cup-Punkte. Im Sommer 2010 startete er im Sommer-Grand-Prix und erreichte dabei bereits im ersten Wettbewerb in Oberstdorf die Punkteränge. Nach weiteren mittleren Platzierungen und einem 14. Platz in Oberwiesenthal beendete er den Grand-Prix am Ende auf dem 29. Platz der Gesamtwertung.

### Seit Saison 2010/11
Der Start der Saison 2010/11 verlief für Fletcher erfolglos. Nachdem er sich in Kuusamo und Lillehammer nicht in den Punkten landete, startete er in Park City erneut für ein Rennen im Continental Cup und wurde auf Anhieb wieder Dritter. In den anschließenden Weltcups blieb er erneut hinter den Erwartungen zurück. Erst am 16. Januar 2011 in Seefeld in Tirol gelang ihm mit dem 29. Platz wieder ein Punktegewinn. Nach zwei Podestplätzen beim Continental Cup in Harrachov, startete er bei der Nordischen Skiweltmeisterschaft 2011 im norwegischen Oslo. Dabei erreichte er im Gundersen Einzel von der Normalschanze den 26. und von der Großschanze den 35. Platz. Nach zwei punktlosen Weltcups nach der Weltmeisterschaft beendete er die Saison auf dem 55. Rang der Gesamtwertung.
Beim Sommer-Grand-Prix in Oberwiesenthal gelang Fletcher mit dem 21. Platz erneut eine gute Platzierung. Leider konnte er dies zu Beginn der Weltcup-Saison 2011/12 nicht wiederholen und verpasste in Kuusamo erneut die Punkteränge. Dafür gelang ihm aber im ersten Wettbewerb von Lillehammer mit Platz 21 beinahe der Sprung unter die besten zwanzig. Im Dezember ging er erneut in seine Heimat um in Park City den Continental Cup zu bestreiten. Nach einem zweiten Platz im ersten Einzel wurde er im Team-Sprint gemeinsam mit Nick Hendrickson als Team USA I Dritter. Den folgenden Einzelwettbewerb konnte Fletcher gewinnen, bevor er mit einem zweiten und einem siebten Platz den Continental Cup von Park City abschloss.
Beim Team-Weltcup am 7. Januar 2012 in Oberstdorf erreichte Fletcher gemeinsam mit Johnny Spillane, Bryan Fletcher und Bill Demong den fünften Platz. Es war im Weltcup das beste Teamergebnis für Fletcher überhaupt. Nachdem er eine Woche später nur in einem von drei Wettbewerben im französischen Chaux-Neuve punkten konnte, führte sein Weg zwei Wochen später erneut in den Continental Cup, wo er in Klingenthal nach einem dritten Platz im ersten Einzel den zweiten Wettbewerb deutlich gewinnen konnte. Am 14. Februar 2012 gelang ihm mit dem 14. Platz beim Weltcup im Val di Fiemme sein bis dahin bestes Einzelresultat im Weltcup. Nach weiteren Punktgewinnen auch in Klingenthal und Liberec beendete er die Saison auf dem 36. Platz der Weltcup-Gesamtwertung.
Beim Sommer-Grand-Prix 2012 trat Fletcher nur in Sotschi an und wurde nach einer Disqualifikation im ersten Wettbewerb, im zweiten überraschend Zehnter. Nachdem die Weltcup-Saison 2012/13 mit einem Punktgewinn in Lillehammer begann und er im ersten Weltcup von Kuusamo gar disqualifiziert wurde, erreichte Fletcher im österreichischen Ramsau überraschend Platz zehn. Diesen Erfolg wiederholte er im Januar in Chaux-Neuve. Nachdem er am 19. Januar 2013 in Seefeld nur knapp das Podium verpasste und am Ende Fünfter wurde, gelang ihm am Tag darauf mit dem dritten Platz an gleicher Stelle erstmals der Sprung unter die besten drei bei einem Weltcup.
Bei der Nordischen Skiweltmeisterschaft 2013 erreichte Fletcher im Einzel von der Normalschanze Platz 25 und gewann im Team-Wettbewerb gemeinsam mit Bryan Fletcher, Todd Lodwick und Bill Demong die Bronzemedaille.

## Statistik

### Nordische Kombination

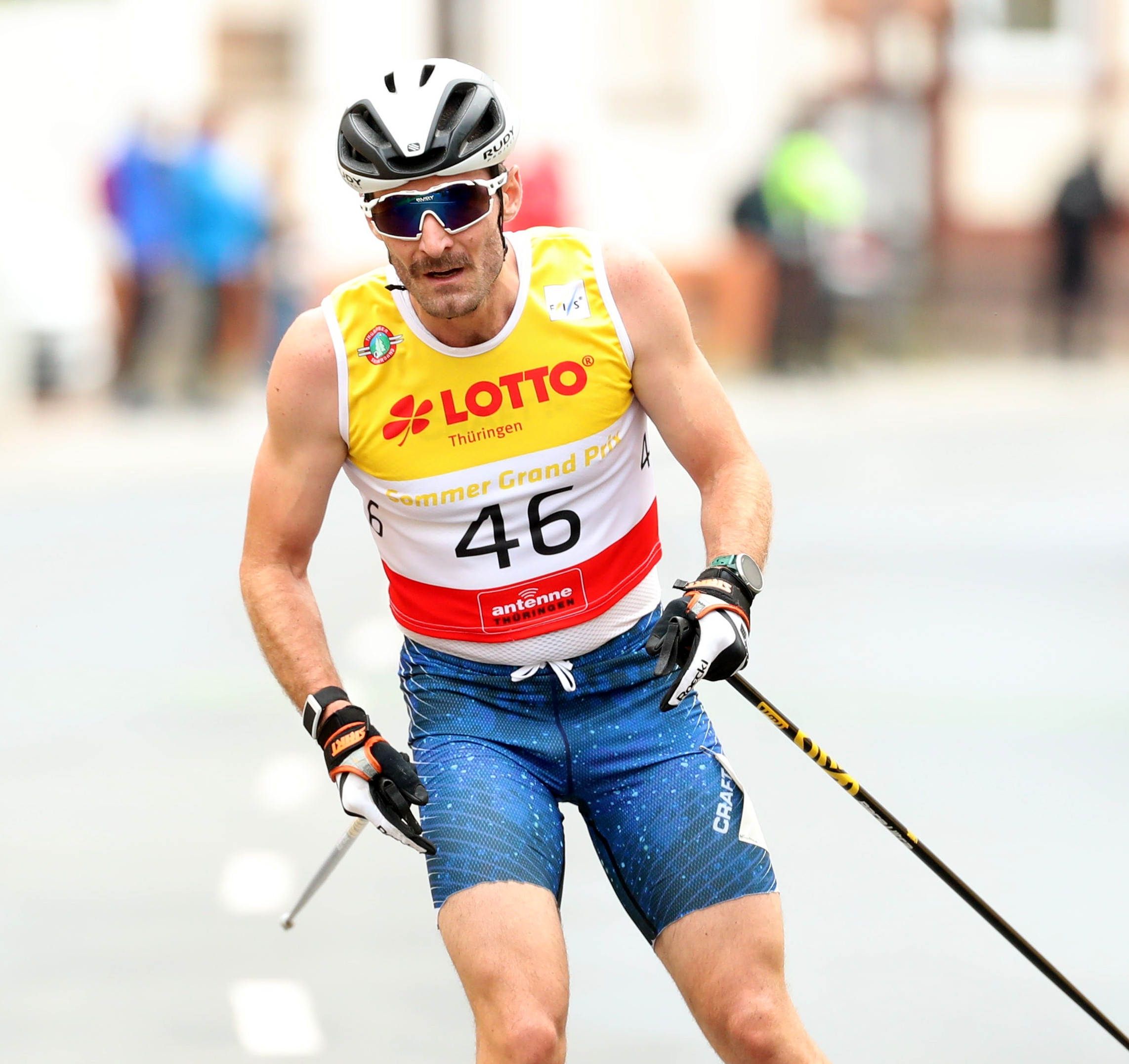
Fletcher beim Sommer Grand Prix 2021 in Oberhof und Steinbach-Hallenberg

#### Platzierungen bei Olympischen Winterspielen
| Jahr und Ort     | Wettbewerb   | Wettbewerb   | Wettbewerb |
| Jahr und Ort     | Gundersen NS | Gundersen GS | Team       |
| ---------------- | ------------ | ------------ | ---------- |
| 2010 Vancouver   | –            | 45.          | –          |
| 2014 Sotschi     | 33.          | 20.          | 06.        |
| 2018 Pyeongchang | 35.          | –            | 10.        |
| 2022 Peking      | 24.          | 23.          | 06.        |

#### Platzierungen bei Weltmeisterschaften
| Jahr und Ort       | Wettbewerb   | Wettbewerb   | Wettbewerb | Wettbewerb |
| Jahr und Ort       | Gundersen NS | Gundersen GS | Team       | Teamsprint |
| ------------------ | ------------ | ------------ | ---------- | ---------- |
| 2011 Oslo          | 26.          | 35.          | –          | –          |
| 2013 Val di Fiemme | 25.          | 17.          | 03.        | 06.        |
| 2015 Falun         | 19.          | 29.          | 07.        | 09.        |
| 2017 Lahti         | 21.          | 36.          | 08.        | 09.        |
| 2019 Seefeld       | 38.          | 35.          | 10.        | 09.        |
| 2021 Oberstdorf    | 30.          | 28.          | 09.        | 09.        |

#### Weltcup-Platzierungen
| Saison  | Platz | Punkte |
| ------- | ----- | ------ |
| 2009/10 | 066.  | 002    |
| 2010/11 | 055.  | 002    |
| 2011/12 | 036.  | 069    |
| 2012/13 | 016.  | 303    |
| 2013/14 | 027.  | 130    |
| 2014/15 | 027.  | 154    |
| 2015/16 | 031.  | 105    |
| 2016/17 | 049.  | 034    |
| 2017/18 | 071.  | 002    |
| 2018/19 | 041.  | 053    |
| 2019/20 | 050.  | 005    |
| 2020/21 | 039.  | 031    |
| 2021/22 | 044.  | 027    |

#### Continental-Cup-Platzierungen
| Saison  | Platz | Punkte |
| ------- | ----- | ------ |
| 2008/09 | 115.  | 003    |
| 2009/10 | 029.  | 165    |
| 2010/11 | 023.  | 200    |
| 2011/12 | 004.  | 456    |
| 2014/15 | 019.  | 177    |
| 2015/16 | 015.  | 240    |
| 2017/18 | 017.  | 250    |
| 2018/19 | 010.  | 330    |
| 2019/20 | 048.  | 063    |
| 2020/21 | 027.  | 136    |